# Suguru Ito
Suguru Ito (født 7. september 1975) er en tidligere japansk fodboldspiller.
Han har spillet for flere forskellige klubber i sin karriere, herunder Nagoya Grampus Eight og Kyoto Purple Sanga.